# Abdullah El Baoudi
Abdullah El Baoudi (Agadir, 4 november 1986 – Marokko, 11 april 2012) was een Nederlands acteur. Hij studeerde aan de Toneelacademie Maastricht, en zou hier in 2013 afstuderen.

## Persoonlijk
Abdullah kwam op zijn twaalfde naar Amsterdam, Nederland vanuit Agadir, Marokko.

## Biografie
Bij het grote publiek werd El Baoudi bekend met zijn vaste rol in de televisieserie Van Speijk, die werd uitgezonden op de Nederlandse commerciële zender Tien. Hiervoor speelde hij al kleine rollen in Dunya & Desie en Khalid in de dramaserie Fok jou! van regisseur Hanro Smitsman.
Later was El Baoudi nog te zien in de verfilming van het boek van Carry Slee Lover of Loser, en in de aflevering Bloedband van de VARA-serie Deadline.
Hij overleed op 25-jarige leeftijd in Marokko, en werd daar amper één dag later ook begraven. Hij stierf aan zuurstoftekort als gevolg van een longembolie.

## Filmografie

### Film
- 2012: De overloper – Ibi
- 2009: Het mysterie van de volle maan (kortfilm) – postbode
- 2009: Lover of loser – Jamy
- 2007: Hemel boven Holland (kortfilm)
- 2007: Color Me Bad – Karim

### Televisie
- 2010: Deadline – Dyran
- 2008: Hitte/Harara – Habib
- 2008: Moes – Hafid
- 2006–2007: Van Speijk – Hafid Ouassu
- 2006: Fok jou! – Khalid
- 2004: Dunya & Desie – Zoefs vriend